# Budoni
Budoni är en ort och kommun i provinsen Sassari i regionen Sardinien i Italien. Kommunen hade 5 201 invånare (2017).